# Bamberg, South Carolina
Bamberg är administrativ huvudort i Bamberg County i South Carolina. Orten har fått sitt namn efter affärsmannen William Seaborn Bamberg. Orten hade 3 607 invånare enligt 2010 års folkräkning.

## Kända personer från Bamberg
- Nikki Haley, politiker